# Чукле
Чукле је насељено место у Босни и Херцеговини у општини Травник. Административно припада Федерацији Босне и Херцеговине, односно њеном Средњобосанском кантону. Према попису становништва из 2013. у насељу је било 720 становника, а већинску популацију чинили су Хрвати.

## Становништво
По последњем службеном попису становништва из 2013. године у овом насељу живело је 720 становника, а село је било етнички хомогено са већинском хрватском популацијом.
| Националност | 2013. | 1991.        | 1981.        | 1971.        |
| Бошњаци      | —     | 375 (27,82%) | 287 (22,21%) | 277 (22,00%) |
| Хрвати       | —     | 934 (69,29%) | 970 (75,08%) | 938 (74,50%) |
| Срби         | —     | 18 (1,33%)   | 29 (2,24%)   | 42 (3,33%)   |
| Југословени  | —     | 8 (0,59%)    | 6 (0,46%)    | 0            |
| остали       | —     | 13 (0,96%)   | 0            | 2 (0,16%)    |
| Укупно       | 720   | 1.348        | 1.292        | 1.259        |